# Дебжиця
Дебжиця (пол. Debrzyca, нім. Schönbrunn) — село в Польщі, у гміні Ґлубчиці Ґлубчицького повіту Опольського воєводства.
Населення — 293 особи (2011).

## Демографія
Демографічна структура станом на 31 березня 2011 року:
|          | Загалом | Допрацездатний вік | Працездатний вік | Постпрацездатний вік |
| -------- | ------- | ------------------ | ---------------- | -------------------- |
| Чоловіки | 149     | 37                 | 93               | 19                   |
| Жінки    | 144     | 29                 | 82               | 33                   |
| Разом    | 293     | 66                 | 175              | 52                   |